# Железен оксид
Железните оксиди са химични съединения, съставени от желязо и кислород. Познати са общо шестнайсет оксида и оксихидроксида на желязото.
Железните оксиди и оксихидроксиди са широко разпространени в природата, играят важна роля в много геологични и биологични процеси и са широко използвани от хората, например под формата на желязна руда, пигменти, катализатори, в термитните смеси и хемоглобина. Ръждата е форма на дижелезен триоксид. Железните оксиди се използват широко като евтини и издръжливи пигменти в бои, покрития и оцветен бетон. Когато се използват като оцветители в храната, се обозначават с E172.

## Оксиди
- FeO – железен(II) оксид, известен още като вюстит
- Fe2O3 – дижелезен триоксид
  - α-Fe2O3 – алфа фаза, позната още като хематит
  - β-Fe2O3 – бета фаза
  - γ-Fe2O3 – гама фаза, наричана и магемит
  - ε-Fe2O3 – епсилон фаза
- Смесени оксиди на FeII и FeIII
  - Fe3O4 – трижелезен тетраоксид, наричан още магнетит
  - Fe4O5[2]
  - Fe5O6[3]
  - Fe5O7[4]
  - Fe25O32[4]
  - Fe13O19[5]

## Хидроксиди
- железен дихидроксид – Fe(OH)2
- железен трихидроксид – Fe(OH)3
- зелена ръжда – {\displaystyle {\ce {Fe_{\mathit {x}}^{III}Fe_{\mathit {y}}^{II}(OH)}}_{3x+2y-z}{\ce {(A^{-})}}_{z}}, където {\displaystyle {\ce {A^-}}} е {\displaystyle {\ce {Cl^-}}} или {\displaystyle {\ce {1/2SO4^2-}}}

## Оксихидроксиди
- гьотит – FeOOH
- акаганеит – β-FeOOH
- лепидокрокит – γ-FeOOH
- фероксихит – δ-FeOOH
- ферихидрит – {\displaystyle {\ce {Fe5HO8.4H2O}}} прибл. или {\displaystyle {\ce {5Fe2O3.9H2O}}}, преработено като {\displaystyle {\ce {FeOOH\ .\ }}0.4{\ce {H2O}}}
- швертманит – идеално {\displaystyle {\ce {Fe8O8(OH)6(SO).{\mathit {n}}H2O}}} или {\displaystyle {\ce {Fe^{3+}16O16(OH,SO4)}}_{\text{12-13}}\cdot {\text{10-12}}{\ce {H2O}}}[6]

## Топлинно разширение
| Железен оксид | КТР (× 10-6 °C-1) |
| ------------- | ----------------- |
| Fe2O3         | 14,9              |
| Fe3O4         | >9,2              |
| FeO           | 12,1              |

## Микробно разграждане
Няколко вида бактерии, сред които Shewanella oneidensis, Geobacter sulfurreducens и Geobacter metallireducens метаболично използват твърди железни оксиди като терминален приемник на електрони, редуцирайки Fe(III) оксидите до Fe(II) оксиди.